# Phare arrière de Paralepa
Le phare arrière de Paralepa (en estonien : Paralepa ülumine tuletorn) est un feu situé à Haapsalu dans le Comté de Lääne, en Estonie. Il fonctionne conjointement avec le phare avant de Paralepa situé à 800 m de là.
Il est géré par l'Administration maritime estonienne ,.

## Histoire
Le phare guide les navires dans la Baie de Haapsalu vers le port de Haapsalu. Il est localisé sur le côté sud de la baie, à une distance courte à l'ouest de Haapsalu. Il est automatique.

## Description
Le phare  est une mince tour circulaire en béton armé de 31 mètres de haut, avec une galerie et une lanterne noire. Le bâtiment est peint en blanc avec deux bandes noires. Son feu isophase émet, à une hauteur focale de 37 mètres, un éclat blanc toutes les 4 secondes. Sa portée nominale est de 8 milles nautiques (environ 15 km).
Identifiant : ARLHS : EST-042 ; EVA-472 - Amirauté : C-3656.1 - NGA : 12604 .

## Caractéristique dufeu maritime
Fréquence : 4 secondes (W)
- Lumière : 2 secondes
- Obscurité : 2 secondes

### Lien connexe
- Liste des phares d'Estonie